# Hans Cürlis
Hans Cürlis (* 16. Februar 1889 in Niederdorf, Straelen, Kreis Geldern; † 6. August 1982 in Berlin) war ein deutscher Kulturfilmregisseur, Dokumentarfilmer, Filmproduzent, Kunsthistoriker und Hochschullehrer.

## Leben
Cürlis studierte von 1911 bis 1914 Kunstgeschichte, Kulturgeschichte und Kulturwissenschaften an den Universitäten Berlin, München und Kiel. 1914 schloss er sein Studium mit einer Promotion zum Dr. phil. im Fach Kunstgeschichte ab. Thema seiner Doktorarbeit war das Verhältnis von Vorzeichnung und Druck bei Albrecht Dürer.
Im Juli 1919 wurde Cürlis Leiter des Instituts für Kulturforschung in Berlin; das Institut war als Niederlassung des gleichnamigen, von dem Sozialwissenschaftler Dr. Erwin Hanslik in Wien gegründeten Instituts für Kulturforschung eingerichtet worden. Zum Vorstand gehörten u. a. der Philologe und Volkswirt Walther Günther als Geschäftsführer, die Filmregisseurin Lotte Reiniger, sowie der Kunsthistoriker und Filmregisseur Carl Koch, Reinigers Ehemann.
Cürlis organisierte das Institut nach dem Vorbild des Wiener Instituts von Hanslik und baute das Institut weiter aus. Am 4. Februar 1920 gründete er gemeinsam mit dem Trick- und Animationsfilmer Berthold Bartosch, Koch, Reiniger u. a. den gemeinnützigen Verein „Gesellschaft für Kulturforschung“, der am 7. August 1920 ins Vereinsregister des Amtsgerichts Berlin-Mitte eingetragen wurde. Zweck der Gesellschaft war die „wissenschaftliche Erforschung der Kultur aller Völker zu betreiben und die Forschungsergebnisse durch Darstellung in Wort, Bild und Film zu verbreiten.“ (§ 1 der Satzung). Ihr Ziel war eine „neue Weltkulturgemeinschaft in gegenseitiger Achtung.“ Das Institut für Kulturforschung betrieb Forschungsarbeit und unterhielt eine Filmabteilung, einen Verlag und ein Archiv für Lehr- und Schulfilme. Aufgabe des Instituts war die „Verbreitung politischer Ideen und kultureller Botschaften“, insbesondere durch Animationsfilme.
Für die Herstellung von Filmen gründete Cürlis eine eigene Filmproduktionsfirma, die Kulturfilm-Institut G.m.b.H., deren Leiter er ebenfalls seit 1919 war.
Vom Wintersemester 1948/49 bis zum Wintersemester 1950/51 und nochmals im WS 1952/53 war er Lehrbeauftragter am Kunstgeschichtlichen Institut der Freien Universität Berlin. Ab 1953 bis zum Wintersemester 1961/62 war er als Lehrbeauftragter am Institut für Publizistik- und Kommunikationswissenschaft der Freien Universität Berlin tätig.

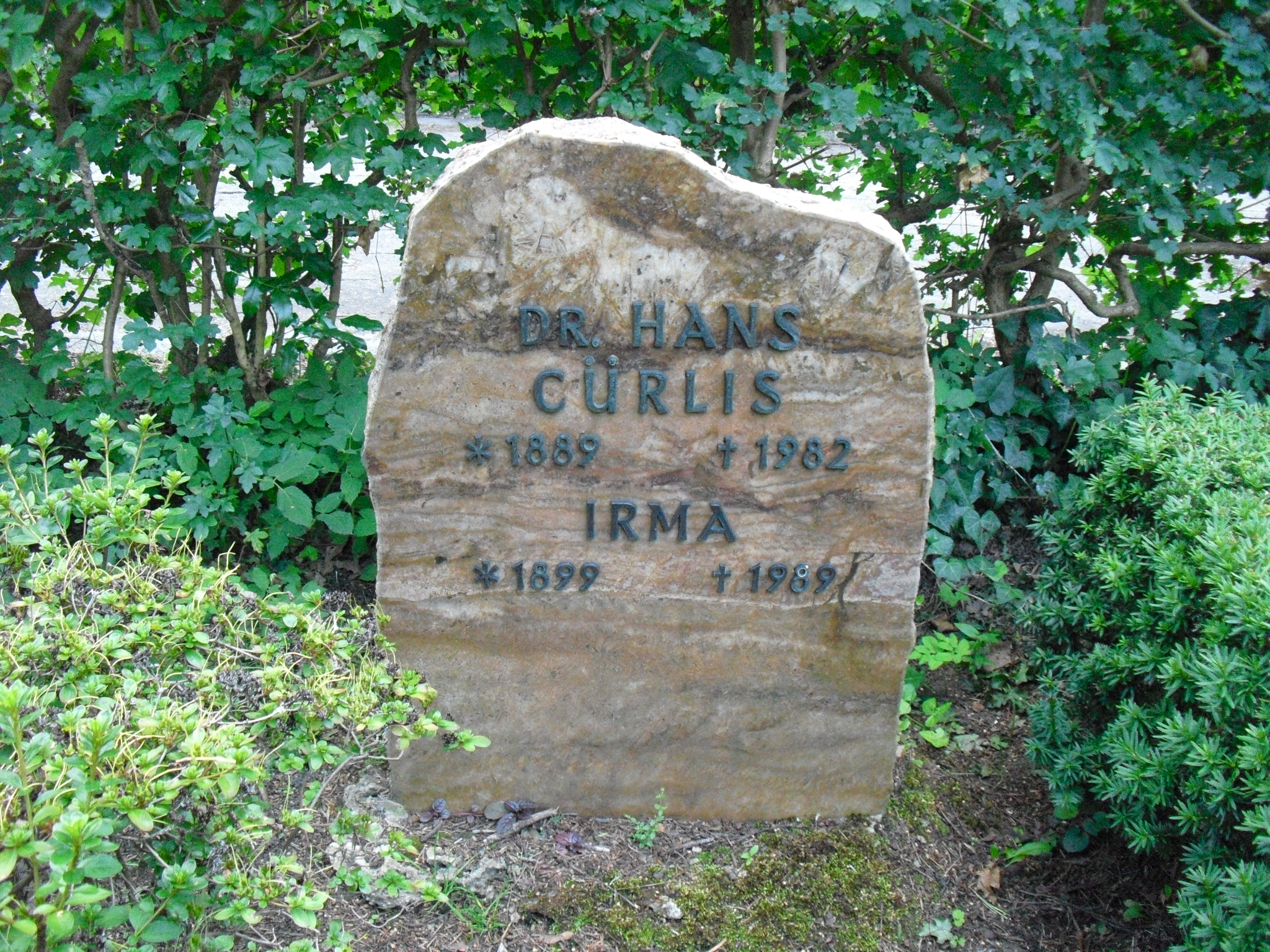
Grabstein für Hans Cürlis auf dem Friedhof Steglitz

Cürlis war Mitglied im Verband Deutscher Kunsthistoriker, Mitglied der Kunstgeschichtlichen Gesellschaft zu Berlin und Mitglied im Kuratorium des Instituts für Film und Bild in Wissenschaft und Unterricht. Er war weiters Vorsitzender des Bundes Deutscher Kulturfilmhersteller, Vorsitzender des Instituts für Kulturforschung und Vorstandsmitglied im Gesamtverband der Berliner Filmwirtschaft.
Von 1971 bis 1979 war Cürlis Außerordentliches Mitglied der Akademie der Künste in Berlin (West), Sektion Bildende Kunst; von 1979 bis 1982 war er Mitglied der Akademie der Künste, Berlin (West), Sektion Bildende Kunst.
Hans Cürlis wurde auf dem Friedhof Steglitz in Berlin-Steglitz beigesetzt.

## Wirken
Cürlis war insgesamt über 50 Jahre als Regisseur und Produzent von Kulturfilmen, Dokumentarfilmen und Lehrfilmen tätig. Bis Mitte der 1950er Jahre hatte Cürlis bereits bei mehr als 350 Kulturfilmen als Regisseur, Produzent und Drehbuchautor mitgewirkt; insgesamt wird sein Schaffen auf über 500 Filme geschätzt. Themen seiner Filme waren schwerpunktmäßig Politik und Kunst; er beschäftigte sich in seinen Filmen aber auch mit Ethnographie, Geographie (filmische Beschreibungen von Landschaften und Städten) und Kulturgeschichte. Cürlis arbeitete in insgesamt drei verschiedenen politischen Systemen: Weimarer Republik, Drittes Reich und Bundesrepublik Deutschland. Den jeweiligen Systemen passte er sich, im Hinblick auf seine filmische Arbeit, ideologisch stets weitgehend an. In der damaligen DDR gab er nur von Berlin-West aus eine kurzzeitige Gastrolle ohne in das politische System integriert gewesen zu sein.

### Weimarer Republik
Kurz nach der Gründung des Instituts für Kulturforschung machte Cürlis im Sommer 1919 die Bekanntschaft mit Lotte Reiniger. Reiniger war durch die Vermittlung des Schauspielers und Regisseurs Paul Wegener an Cürlis und sein Institut vermittelt worden. Reiniger zeigte Cürlis ihre Scherenschnitte; Cürlis riet ihr, diese zu animieren. Cürlis produzierte daraufhin im Herbst 1919 Reinigers ersten Scherenschnitt-Animationsfilm Das Ornament des verliebten Herzens. Außerdem fungierte er als Produzent bei Reinigers Animationsfilmen Amor und das standhafte Liebespaar (1920) und Aschenputtel (1922/1923).
Nach dem Ersten Weltkrieg engagierte sich Cürlis filmisch in der Propaganda gegen den Versailler Vertrag. Neben Lotte Reiniger waren die Scherenschnittkünstler Toni Raboldt und Richard Felgenauer sowie Berthold Bartosch für Cürlis beschäftigt; sie entwarfen Animationsfilme oder Animationsfilmteile. Cürlis’ Filme in der Anfangszeit der Weimarer Republik enthielten häufig „nationalistische Töne“. Es entstanden (mit Cürlis als Produzent) u. a. die Filme Kohlennot und Friedensvertrag (1920/1921; über den Versailler Vertrag), Pariser Konferenz (1921; über die Pariser Friedenskonferenz 1919 und die Pariser Reparationskonferenz 1921), Deutschland auf Abbruch (1921), Brotfilm (1921), Entente-Paradies im Rheinland (1921), Französische Wirtschaftsorganisation im Rheinland (1921) und zwei Filme über die wirtschaftliche und kulturelle Bedeutung Oberschlesiens. Diese Propagandafilme wurden von Cürlis im Auftrag des Auswärtigen Amtes produziert. Sie liefen nicht nur in Kinos und Lichtspieltheatern, sondern wurden auch öffentlich auf einer von der Berliner Firma Petra AG eigens entwickelten Tageslichtleinwand gezeigt. Cürlis schrieb 1939 über seine Filme in den 1920er Jahren: „Hiermit wurde zum ersten Male der Film in die kulturpolitischen Belange des Reiches einbezogen. Auch die filmische Form mußte hierzu neu gefunden werden, da der bis dahin nicht vorhandene kartographische Trickfilm jetzt auf kulturpolitische Themen angewandt wurde“.

### Kunst undSchaffende Hände
Im Themenbereich Kunst begann Cürlis sein Schaffen 1919 mit zehn Kurzfilmen über Plastiken aus Berliner Museen. Die Plastiken aus verschiedenen Ländern wurden vorgestellt, indem sie sich auf einem Drehsockel langsam um ihre eigene Achse drehten. Diese Kulturfilme dienten erstmals gezielt der Vermittlung von Kunst und Kultur für ein breites Massenpublikum.
Als sein Lebenswerk gilt sein 1923 begonnener Filmzyklus Schaffende Hände. Cürlis drehte von 1923 bis 1926 und, später auch nach dem Zweiten Weltkrieg, insgesamt 87 kürzere oder längere filmische Porträts von Bildhauern, Malern, Karikaturisten und sogar Kunstfälschern bei ihrer Arbeit. Er wurde zum Filmpionier auf diesem Gebiet. Cürlis konzentrierte sich in seinen Schaffenden Händen auf das „Entstehen des Kunstwerks aus dem Augenblick“. Im Mittelpunkt seiner Filme stand die Arbeit der Hände; die  «Kulturforschung» sollte mit den Mitteln des Films das Schaffen der Künstler mit den Händen dokumentieren. Cürlis drehte Filmporträts über Lovis Corinth (beim Zeichnen eines Landschaftsbilds), George Grosz (bei der Arbeit an einer Federzeichnung; Berlin 1923/1924), Heinrich Zille (1925; beim Zeichnen einer „Berliner Göre“ auf dem Balkon seiner Wohnung in Berlin), Lesser Ury (1925; in seinem Atelier beim Zeichnen einer Berliner Straße), Max Oppenheimer (Berlin 1926 und 1928), Otto Dix (Berlin 1926; beim Zeichnen eines weiblichen Halbakts), Wassily Kandinsky (Berlin 1926/1927; in der Galerie Nierendorf bei der Arbeit an einem abstrakten Gemälde), Max Pechstein (Berlin 1927; in seinem Atelier an dem Bild Fischerboot im Sturm); und Felix Nussbaum (1930; bei der Arbeit an seinem Gemälde „Antikensaal“). Weitere Kurzfilme entstanden über Max Liebermann, Max Slevogt und Käthe Kollwitz. In den 1950er und 1960er Jahren folgten Filmporträts u. a. über Heinz Trökes (Berlin 1950), Renée Sintenis (bei der Arbeit an Tierskizzen) und Alexander Calder (Berlin 1967).
Der Filmzyklus Schaffende Hände galt nach dem Zweiten Weltkrieg zunächst als verschollen. Der Film war aus dem Berliner Reichsfilmarchiv in Außenlager außerhalb Berlins verbracht worden, die zerstört oder ausgeplündert worden waren.  Eine Kopie befand sich jedoch im Besitz eines Filmvorführers aus Berlin-Dahlem; 1947 wurde der Zyklus Verschollene Hände in einer Privatführung im kleinen Kreis gezeigt. Die Filmsammlung Schaffende Hände ist heute allerdings insgesamt nur fragmentarisch überliefert; erhalten sind die Filme mit Lovis Corinth, Max Slevogt und Max Liebermann. Die Aufnahmen von Max Liebermann waren Mitte der 2000er Jahre wiedergefunden worden.

### Nationalsozialismus und Nachkriegszeit
Während der Zeit des Nationalsozialismus produzierte und drehte Cürlis Filme mit politischer, der Ideologie des Nationalsozialismus konformer Tendenz. Er war seit 1919 Leiter des Kulturfilm-Instituts. 1943/1944 dokumentierte Cürlis für die Nationalsozialisten das Berliner Stadtschloss in Farbaufnahmen. 1943 übernahm er, gemeinsam mit Arnold Fanck, die Regie bei dem Dokumentarfilm Josef Thorak – Werkstatt und Werk über den österreichischen NS-Bildhauer Josef Thorak. 1944 folgte, wiederum gemeinsam mit Arnold Fanck, die Regie bei dem Dokumentarfilm Arno Breker – Harte Zeit, starke Kunst über den Bildhauer Arno Breker.
Nach dem Zweiten Weltkrieg war Cürlis 1946 einer der Mitbegründer der DEFA-Kulturfilmabteilung. In den 1950er Jahren gehörte er zu den Hauptvertretern des westdeutschen Kulturfilms. 1951 war er in der Jury der ersten Internationalen Filmfestspiele Berlin. 1953 erhielt er den Bundesfilmpreis für den Kulturfilm Drei Meister schneiden in Holz. Außerdem wurde er mit der Goldenen Medaille (Plakette) für den besten Kulturfilm bei den Internationalen Filmfestspielen Berlin ausgezeichnet.

## Ehrungen
- 1953: Deutscher Filmpreis: Silberne Schale für den wertvollsten Kultur- und Dokumentarfilm (Drei Meister schneiden Holz)[21]
- 1956: Verdienstkreuz am Bande der Bundesrepublik Deutschland[22]
- 1973: Filmband in Gold für langjähriges und hervorragendes Wirken im deutschen Film[21]

## Filmografie (Auswahl)
- 1919: Das Ornament des verliebten Herzens (Animationsfilm; Produzent)
- 1920: Amor und das standhafte Liebespaar (Animationsfilm; Produzent)
- 1921: Jorinde und Joringel (Animationsfilm; Produzent)
- 1921: Pariser Konferenz (Produzent)
- 1921: Deutschland auf Abbruch (Produzent)
- 1921: Brotfilm (Produzent)
- 1921: Entente-Paradies im Rheinland (Produzent)
- 1921: Die wirtschaftliche Bedeutung Oberschlesiens
- 1921: Oberschlesien
- 1921/1922: Münchhausen, der berühmte Aufschneider (Produzent)
- 1922/1923: Aschenputtel (Animationsfilm; Produzent)
- 1924: Komödie des Herzens (Darsteller)
- 1923: Schaffende Hände: Lovis Corinth (Dokumentar-Kurzfilm; Regisseur)
- 1924: Schaffende Hände: George Grosz (Dokumentar-Kurzfilm; Regisseur)
- 1926: SchaffendeHände: Wassily Kandinsky in der Galerie Neumann-Nierendorf (Dokumentar-Kurzfilm; Regisseur)
- 1926: Schaffende Hände: Die Maler (Dokumentarfilm; Produzent)
- 1926: Schaffende Hände: Die Bildhauer (Dokumentarfilm; Produzent)
- 1928: Schaffende Hände. Mopp (Max Oppenheimer) (Kurz-Dokumentarfilm; Produzent)
- 1929: Schaffende Hände: Alceo Dossena (Kurz-Dokumentarfilm; Produzent, Regisseur)
- 1931/1932: Der Bildhauer Alceo Dossena (Kurz-Dokumentarfilm; Produzent; Regisseur)
- 1932/1933: Schaffende Hände: Vier Bildhauer beginnen und vollenden ihr Werk (Dokumentar-Kurzfilm; Produzent, Regisseur)
- 1933: Ein Vermächtnis. 1923–1933. Zehn Jahre »Schaffende Hände« (Dokumentar-Kurzfilm; Produzent, Regisseur)
- 1943: Josef Thorak – Werkstatt und Werk (Dokumentarfilm; Produzent; Regie)
- 1944: Arno Breker – Harte Zeit, starke Kunst (Dokumentarfilm; Regisseur)
- 1953: Drei Meister schneiden in Holz (Dokumentarfilm; Regisseur)
- 1956: Die Töchter des Herrn Lette (Kurz-Dokumentarfilm; Regisseur)